# بطولة الأندية العربية لأبطال الدوري 1992
بطولة الأندية العربية لأبطال الدوري 1992 هي النسخة الثامنة من البطولة، أقيمت في قطر بمدينة الدوحة عام 1992. وشاركت فيها 8 فرق مقسمة في مجموعتين. توج نادي الشباب السعودي بالبطولة للمرة الأولى بعد فوزه في النهائي على النادي العربي القطري.

## الفرق المشاركة
- الشباب
- الترجي
- الإسماعيلي
- العربي
- الفيصلي
- الشباب
- القدس

## روابط خارجية
- 8th Arab Club Champions Cup 1992 - rsssf.com